# استیر ۱۲۰

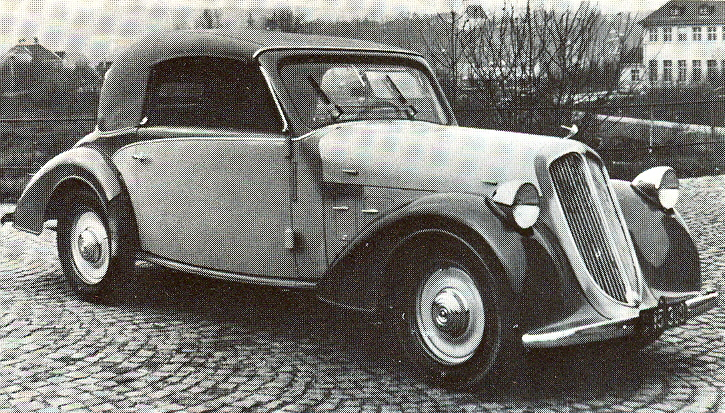

استیر ۱۲۰ (Steyr ۱۲۰) خودرویی است که در سال‌های ۱۹۳۵ تا ۳۶ (۱۲۰)، ۱۹۳۶–۳۷ (۱۲۵)، ۱۹۳۷–۴۱ (۲۲۰)تولید شده‌است.
طراحی آن خودروهای موتور جلو-محور عقب بوده است.
موتور آن ۱۹۹۰ سی‌سی است.

## نگارخانه

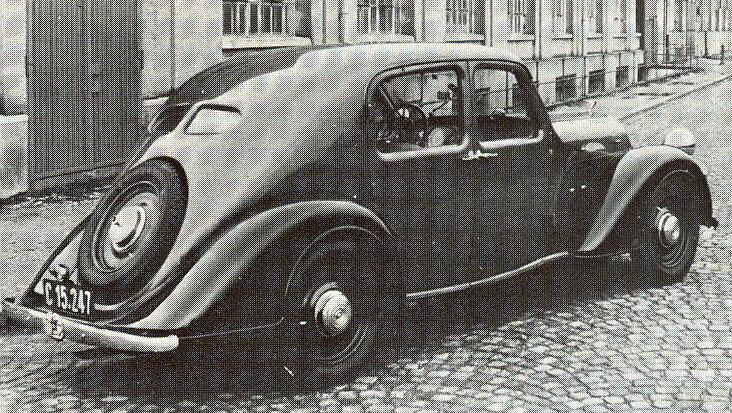
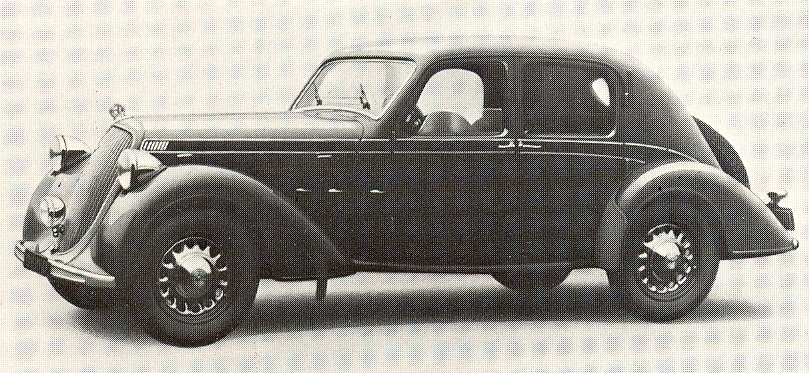
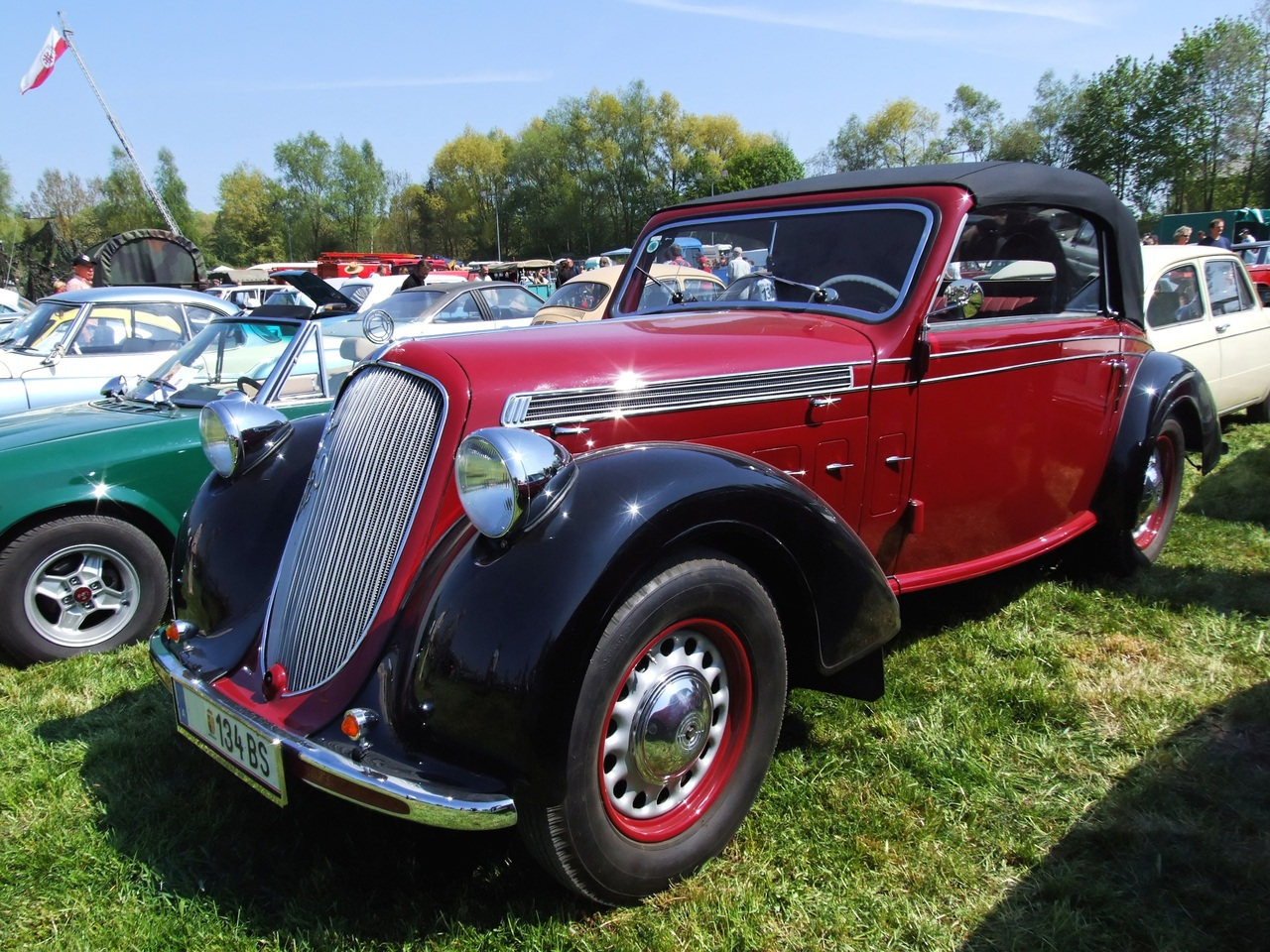
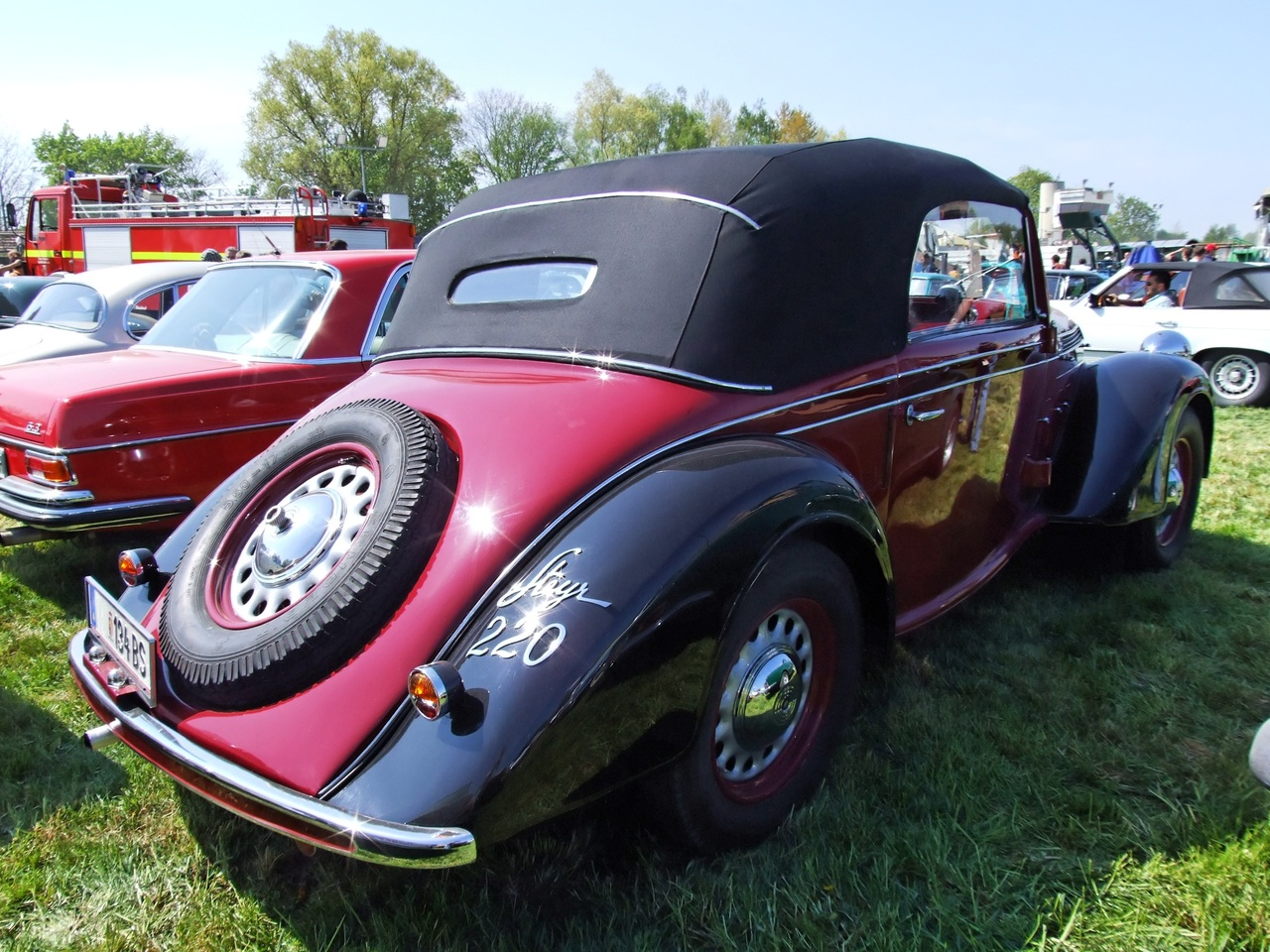
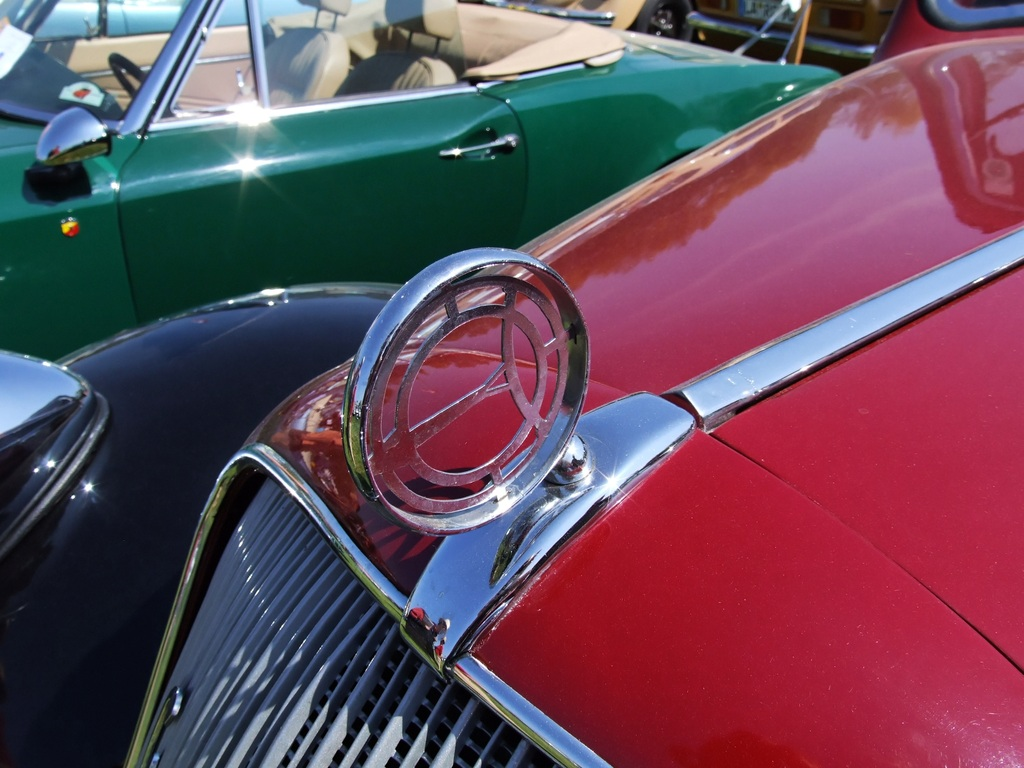